# I Write Sins Not Tragedies
I Write Sins Not Tragedies (рус. Я пишу грехи, а не трагедии) — второй сингл американской рок-группы Panic! at the Disco из их дебютного студийного альбома A Fever You Can’t Sweat Out (2005). Он был выпущен 16 января 2006 года на компакт-дисках и 7-дюймовом виниле. Песня была написана гитаристом Райаном Россом. Известный рифф, который играет во время вступления и стихов, играется на виолончели, музыкантом Хизером Стеббинсом. В США песня достигла 7 места в Billboard Hot 100. Но группа была только на 40 месте по Америке.
В Великобритании песня была выпущена 16 января 2006 ограниченным тиражом с бесплатной наклейкой. Поскольку наклейки были в комплекте с CD-синглом, песня не имела права на участие в UK singles chart. В UK chart правила гласят, что наклейки не допускаются в одиночных релизах. Позже, в сентябре 2006 года, из-за популярности трека и после дополнительных синглов: «Lying Is the Most Fun a Girl Can Have Without Taking Her Clothes Off» и «But It's Better If You Do», войдя в топ-40, сингл был переиздан на 30 октября 2006 года. Несмотря на получение значительной ротации на радио, при повторном релизе, песня поднялась только на 25 место в UK Singles Chart.
Многие радиостанции США, в ответ на брань, найденную в песне, хотели отредактированную версию. Строки «The poor groom’s bride is a whore» («Невеста бедного жениха — шлюха») и «Haven’t you people ever heard of closing the goddamn door?» («Разве вы люди никогда не слышали, что надо закрывать чертову дверь?») были изменены, слово «шлюха» на «Ш-Ш-Ш» и ударение на «god» в слове «goddamn» («чертова»). Некоторые станции, как правило, современные рок-станции, до сих пор играют оригинальную версию.
Песня была перепета Fall Out Boy, группой товарищей Decaydance, для их концертного альбома ****: Live in Phoenix (Fall Out Boy часто поют хором на концерте песню «This Ain’t a Scene, It’s an Arms Race»).
«I Write Sins Not Tragedies» была на 3 месте в Billboard Лучшее видео 2000-х годов.

## Название
Название песни упоминает в романе Дугласа Коупленда «Планета шампуня», где главный герой, Тайлер Джонсон, говорит: «I am writing a list of tragic character flaws on my dollar bills with a felt pen. I am thinking of the people in my universe and distilling for each of these people the one flaw in their character that will be their downfall — the flaw that will be their undoing. What I write are not sins; I write tragedies».
Перевод: «Я составляю перечень трагических личностных изъянов и записываю их фломастером на долларовых купюрах из моей пачки. Я перебираю в голове людей, населяющих мою вселенную, и выделяю для каждого из них тот самый единственный личностный изъян, который их губит, который станет их приговором. То, что я пишу, не являются грехами; я пишу трагедии»

## Клип
«I Write Sins Not Tragedies» — первый сингл Panic! at the Disco на который снят клип («The Only Difference Between Martyrdom and Suicide Is Press Coverage» был первым синглом, но видео так не было снято).
Видео начинается с того, как невеста, которую играет Джесси Престон, и жених (Даниель Исаак), вот-вот поженятся. Её семья одета и ведет себя официально, но как выясняется позже, они заснули, а на веках у них нарисованы глаза. Его семья низших классов, артисты и участники народного карнавала, они хотят прервать свадьбу. Инспектор манежа, играемый вокалистом Брендоном Ури, выступает в качестве рассказчика и нарушает события. После спора между этими двумя семьями невеста выбегает и её сопровождает один из гостей. Инспектор манежа тянет жениха за галстук на улицу, где его невеста целует гостя, который последовал за нею из церкви. Жених выглядя потрясенным, выпрямляется, и Ури и жених кланяются камере. Инспектор манежа меняется, теперь это жених.
Клип режиссёра Шейна Дрейка получил награду Клип Года 2006 на премии MTV Video Music Awards. Это был первый случай с 1989 VMA (Video Music Awards), что победитель Клип Года не выиграл что-нибудь ещё. Видео также заняло 7 место на VH1 в списке 100 лучших Клипов 2006.
Видео было снято в декабре 2005 года. По словам вокалиста Брендона Ури, он и гитарист Райан Росс болели гриппом во время съемок видеоклипа. В августе 2011 года, видео выиграло в мировом опросе на сайте MTV, в номинации «Лучший Клип Всех времен».

## Список композиций
Великобритания 7 дюймовые пластинки (февраль 2006)
- «I Write Sins Not Tragedies»

Великобритания CD / Digital (февраль 2006)
- «I Write Sins Not Tragedies»
- «Nails for Breakfast, Tacks for Snacks» (demo version)

По всему миру CD/Digital (Май 2006)
- «I Write Sins Not Tragedies» − 3:10
- «Nails for Breakfast, Tacks for Snacks» (demo version) — 3:57
- «The Only Difference Between Martyrdom and Suicide Is Press Coverage» (Tommie Sunshine Brooklyn Fire Remix) — 5:04

Великобритания CD/Digital (Октябрь 2006)
- «I Write Sins Not Tragedies»
- «Karma Police» (Live in Denver)

Великобритания 7 дюймовые виниловые пластинки (Октябрь 2006)
- «I Write Sins Not Tragedies»
- «But It’s Better If You Do» (Live from Glasgow)

Великобритания 7 виниловые пластинки с изображением (Октябрь 2006)
- «I Write Sins Not Tragedies»
- «I Write Sins Not Tragedies» (Live in Denver)

Расширенный CD (Октябрь 2006)
- «I Write Sins Not Tragedies»
- «Nails for Breakfast, Tacks for Snacks» (demo version)
- «The Only Difference Between Martyrdom and Suicide Is Press Coverage» (Tommie Sunshine Brooklyn Fire Remix)
- «I Write Sins Not Tragedies» (video)

## Чарты
| Чарты (2006)                                 | Место (макс.) |
| -------------------------------------------- | ------------- |
| Австралия (ARIA)                             | 12            |
| Бельгия (Ultratip Flanders)                  | 12            |
| Германия (Media Control AG)                  | 66            |
| Нидерланды (Dutch Top 40)                    | 29            |
| Новая Зеландия (Recorded Music NZ)           | 5             |
| Великобритания (The Official Charts Company) | 25            |
| США Billboard Hot 100                        | 7             |
| США Billboard Alternative Songs              | 12            |
| США Billboard Adult Pop Songs                | 16            |
| США Billboard Pop Songs                      | 2             |